# Nokia Serie 40

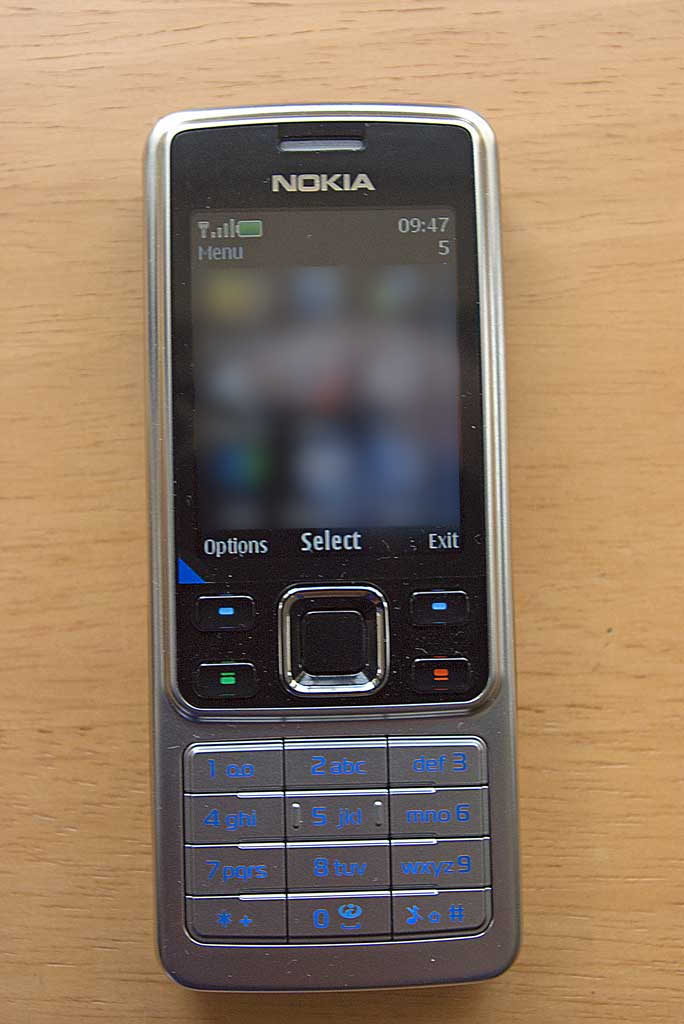
Nokia 6300 con piattaforma S40

Serie 40 è una delle piattaforme software più usate da Nokia per i suoi cellulari di fascia bassa. Attualmente è usata dalla gamma Asha. È una delle piattaforme per dispositivi mobili più usate al mondo: il 25 gennaio 2012 Nokia annunciò di aver venduto oltre 1,5 miliardi di dispositivi S40.
È basata sul sistema operativo proprietario Nokia OS.

## Caratteristiche

### Applicazioni
È dotato di protocollo POP3 e IMAP4 e Web browser; fotocamera, videoregistrazione, player musicale e radio FM

### Web browser
Il browser legge i formati XHTML/HTML. L'ultima versione, chiamata S40 6th Edition, introduce una nuova versione del WebKit componente open source di WebCore e JavaScriptCore. Il nuovo browser supporta HTML 4.01, CSS2, JavaScript 1.5, e Ajax.

### Sincronizzazione
Supporto per SyncML per rubrica, calendario e note. Tuttavia la sincronizzazione, come molti S40, può essere eseguita solo tramite messaggi di testo OTA.

## Storia
Il primo dispositivo con S40 è stato il Nokia 7110 (uscito nel 1999), che montava un display monocromatico di 96x65 pixel. La terza serie di S40, divenuta disponibile nel 2005, introdusse il supporto per l'attuale risoluzione QVGA di 240x320 pixel.
Con il passare del tempo, le piattaforme S40 e S60 paiono somigliarsi sempre più tra loro; un esempio, è il menu a griglia, inizialmente utilizzato dalla piattaforma S60 e successivamente "inglobato" anche dalla S40, ma anche lo stile e la composizione dell'editor dei messaggi, molto simili, rispetto alle prime versioni della Serie 40.
Da notare, però, che esiste una profonda differenza tra le due piattaforme, in quanto la S60 è basata sul sistema operativo Symbian OS, mentre la Serie 40 è basata sul sistema operativo proprietario Nokia OS.

## Versioni rilasciate[2]
- Nokia OS S40 Developer Platform 1.0
- Nokia OS S40 Developer Platform 2.0
- Nokia OS S40 1st Edition
- Nokia OS S40 2nd Edition
- Nokia OS S40 3rd Edition
- Nokia OS S40 3rd Edition Feature Pack 1
- Nokia OS S40 3rd Edition Feature Pack 2
- Nokia OS S40 5th Edition Lite
- Nokia OS S40 5th Edition Feature Pack 1 Lite
- Nokia OS S40 5th Edition Feature Pack 1
- Nokia OS S40 6th Edition
- Nokia OS S40 6th Edition Feature Pack 1
- Nokia OS S40 DP 1.0
- Nokia OS S40 DP 2.0